# Liberat Weiß
Liberat Weiß OFM (* 4. Januar 1675 in Konnersreuth als Johannes Laurentius Weiß; † 3. März 1716 in Äthiopien) war ein Missionar des Franziskanerordens in Äthiopien, wo er durch Steinigung getötet wurde. Er wird in der römisch-katholischen Kirche als Seliger und Märtyrer verehrt.

## Leben

### Ausbildung
Johannes Laurentius Weiß erhielt seine Schulausbildung im Zisterzienserkloster Waldsassen in der Oberpfalz und trat im Alter von 18 Jahren am 13. Oktober 1693 in den Orden der Franziskaner ein. Dort erhielt er den Ordensnamen Liberat. Am 14. September 1698 empfing er die Priesterweihe, war zunächst als Prediger und Beichtvater in Langenlois und Graz tätig und meldete sich 1703 freiwillig zur Teilnahme an einer Missionsreise nach Äthiopien, welche die geplante Vereinigung der äthiopischen Kirche mit der römisch-katholischen Kirche vorbereiten sollte.

### Erste Missionsreise nach Äthiopien
Nachdem er am 4. April 1704 durch die Kongregation für die Glaubensverbreitung in Rom als Missionar anerkannt worden war, brachen am 1. Januar 1705 neun Missionare unter der Leitung von Pater Joseph von Jerusalem nach Äthiopien auf. Sie erreichten ihr Ziel nicht, weil sie vom sudanesischen König Bade gefangen genommen und jahrelang im Sudan in Haft gehalten wurden. Einige der Franziskaner, darunter auch Pater Joseph, starben im Sudan, die Überlebenden wurden schließlich ohne Hab und Gut von König Bade nach Ägypten abgeschoben. Weiß berichtete am 28. Dezember nach Rom, dass nur er und Pater Michael Pio noch am Leben waren.

### Zweite Missionsreise und Martyrium in Äthiopien
Am 20. April 1711 startete Weiß einen zweiten Versuch, nach Äthiopien zu gelangen, diesmal in Begleitung von Pater Michael Pio Fasoli und Pater Samuele Marzorato. Sie erreichten am 18. April 1712 die Hafenstadt Massaua am Roten Meer und reisten weiter in die äthiopische Hauptstadt Gonder.
Dort hatten sich die politischen Verhältnisse inzwischen verändert; Kaiser Yasos war durch seinen zweiten Nachfolger Justos abgelöst worden. Die Verhandlungen mit Justos verliefen anfänglich recht erfolgversprechend, da sich die Franziskaner ein immer höheres Ansehen erarbeiteten. Es gab jedoch auch Gegner, die Gerüchte über die Missionare ausstreuten und die Bevölkerung gegen sie aufwiegelten. Kaiser Justos sandte die Franziskaner deshalb in die Provinz Tigre, wo er sie in Sicherheit glaubte. Daraufhin richtete sich der Volkszorn gegen den Kaiser, was zu einer Revolution und der Absetzung des Kaisers führte.
Die Missionare sahen sich wachsendem Misstrauen der Äthiopier ausgesetzt und wurden schließlich vom neuen Kaiser, David III., vor Gericht gestellt. Zusammen mit seinen Gefährten Michael Pio Fasoli und Samuele Marzorato wurde Liberat Weiß am 2. März 1716 zum Tode verurteilt. Die drei Franziskaner wurden am 3. März 1716 durch Steinigung hingerichtet. Ein Angebot des Kaisers zum Übertritt in die äthiopische Kirche hatten sie zuvor abgelehnt.

## Seligsprechung
Der kroatische Kirchenhistoriker Bazilije Pandžić, der von 1947 bis 1985 als Generalarchivar und Annalenschreiber des Franziskanerordens in Rom tätig war, veröffentlichte 1983 als Experte der Kongregation für die Selig- und Heiligsprechungsprozesse eine Positio über Liberat Weiß, das heißt eine historisch-kritische Edition der Quellen des Lebens und Werkes von Weiß, der kanonisiert werden sollte. Fünf Jahre darauf, am 20. November 1988, wurden Weiß und seine beiden Gefährten durch Papst Johannes Paul II. in Rom seliggesprochen.